# Kim Jong-hyeok
Kim Jong-hyeok (* 31. März 1983) ist ein südkoreanischer Fußballschiedsrichter. Er ist seit 2011 K-League- und seit 2008 FIFA-Schiedsrichter und pfeift Spiele der K League Classic und der K League Challenge. Er pfeift auch Spiele der AFC Champions League, Asienmeisterschaft und WM-Qualifikationsspiele.